# Dion (Fluss)
Der Dion ist ein linker Nebenfluss des Sankarani in Guinea.

## Verlauf
Der Fluss entspringt am Kourandou-Massiv, etwa 60 km nördlich von Beyla, im Süden Guineas, in der Region Nzérékoré. Er fließt zunächst nach Südwesten, beschreibt dann einen weiten Bogen und fließt weiter in nördlicher Richtung. Dabei bildet er die Westgrenze des Schutzgebietes Réserve naturelle de Kankan. Sein Bett verläuft östlich entlang des Simandou-Massivs. Der Dion mündet 150 km östlich von Kankan in den Sankarani.